# Clinopodium fasciculatum
Clinopodium fasciculatum — вид квіткових рослин з родини глухокропивових (Lamiaceae).

## Біоморфологічна характеристика
Квітка пурпурова.

## Поширення
Ендемік Еквадору.
Висота зростання: 2000–3000 метрів. Його природними середовищами існування є субтропічні чи тропічні вологі гірські ліси та субтропічні чи тропічні високогірні чагарники.